# Sekuwa

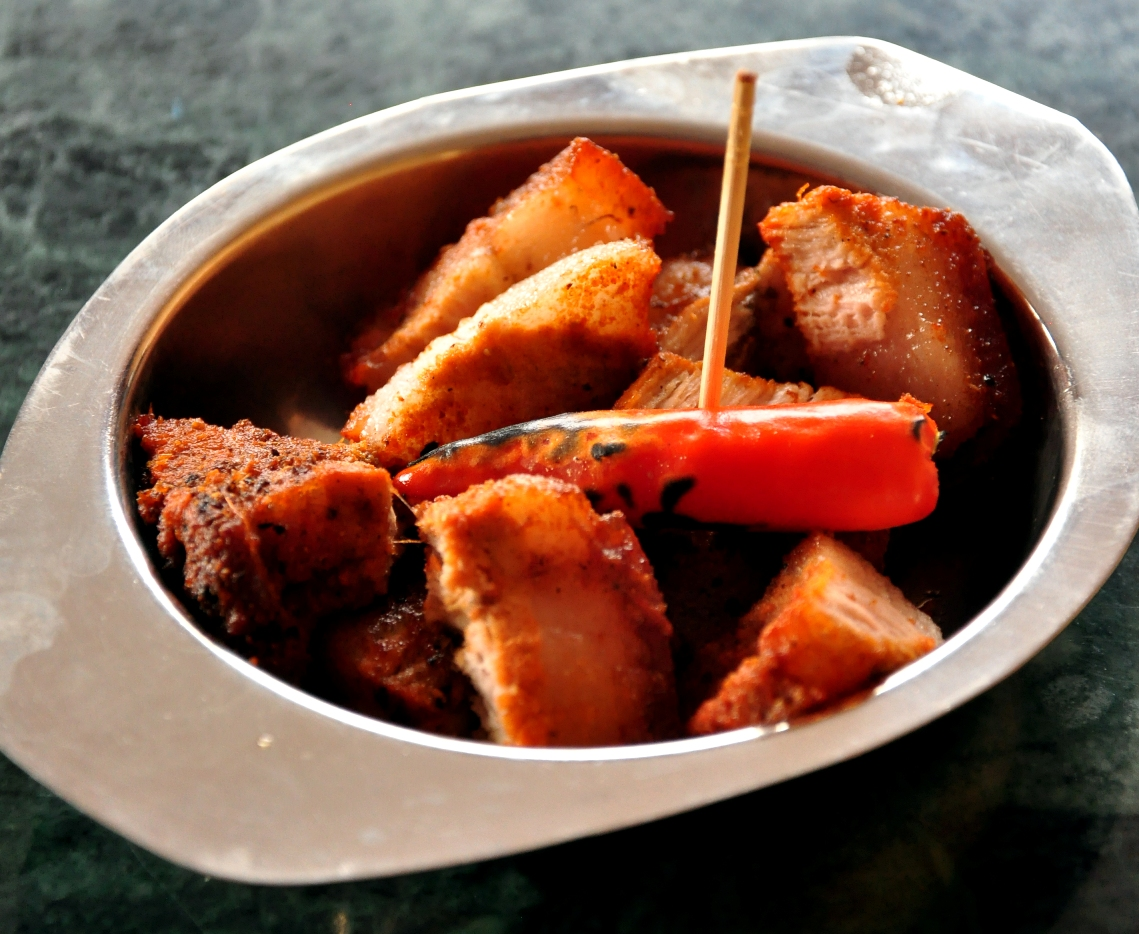
Sekuwa mit Wildschweinfleisch

Sekuwa ist ein Grillgericht der nepalesischen Küche. Fleisch wird vor dem Grillen mit Joghurt und Gewürzen eingelegt und anschließend auf Spießen unter häufigem Wenden direkt über der Hitzequelle gegrillt. Sekuwa gilt als beliebtes Street-Food. Es wird häufig in darauf spezialisierten Ständen oder Restaurants angeboten. In Nepal wird Sekuwa häufig mit Ziegenfleisch zubereitet. Eine internationale Restaurantkette, Bajeko Sekuwa, hat ihren Namen von diesem Gericht.